# Clássica de Almeria de 2023
A 38.ª edição da clássica de ciclismo Clássica de Almeria foi uma corrida na Espanha que se celebrou a 12 de fevereiro de 2023 sobre um percurso de 190,3 quilómetros com início no município almeriense de Puebla de Vícar e final em Roquetas de Mar.
A corrida fez parte do UCI ProSeries de 2023, calendário ciclístico mundial de segunda divisão, dentro da categoria UCI 1.pro e foi vencida pelo italiano Matteo Moschetti do Q36.5 Pro. Completaram o pódio, como segundo e terceiro classificado respectivamente, os belgas Arnaud De Lie do Lotto Dstny e Jordi Meeus do Bora-Hansgrohe.

## Equipas participantes
Tomaram parte na corrida 21 equipas: 9 de categoria UCI WorldTeam convidados pela organização e 12 de categoria UCI ProTeam. Formaram assim um pelotão de 145 ciclistas dos que acabaram 140. As equipas participantes foram:
| Equipes WorldTeam (9)- Arkéa-Samsic - Astana Qazaqstan Team - Bora-Hansgrohe - Cofidis - Intermarché-Circus-Wanty - Movistar Team - UAE Team Emirates - Ineos Grenadiers - Groupama-FDJ Equipes ProTeam (12)- Burgos-BH - Caja Rural-Seguros RGA - Eolo-Kometa - Equipo Kern Pharma - Euskaltel-Euskadi - Israel-Premier Tech - Team Flanders-Baloise - TotalEnergies - Uno-X Pro Cycling Team - Lotto Dstny - Q36.5 Pro Cycling Team - Tudor Pro Cycling Team |
| |

## Classificação final
- A classificação finalizou da seguinte forma:[3]

| \| Classificação geral \| Classificação geral \| Classificação geral \| Classificação geral \| Classificação geral \| \| Ciclista \| Ciclista \| Equipe \| Tempo \| \| \| ------------------- \| --------------------- \| ---------------------- \| ------------------- \| ------------------- \| \| 1. \| Matteo Moschetti \| Q36.5 Pro Cycling Team \| 4h43m16s \| \| \| 2. \| Arnaud De Lie \| Lotto Dstny \| + 0s \| \| \| 3. \| Jordi Meeus \| Bora-Hansgrohe \| + 0s \| \| \| 4. \| Alexander Kristoff \| Uno-X Pro Cycling Team \| + 0s \| \| \| 5. \| Giacomo Nizzolo \| Israel-Premier Tech \| + 0s \| \| \| 6. \| Max Walscheid \| Cofidis \| + 0s \| \| \| 7. \| Fernando Gaviria \| Movistar Team \| + 0s \| \| \| 8. \| Jason Tesson \| TotalEnergies \| + 0s \| \| \| 9. \| Paul Penhoët \| Groupama-FDJ \| + 0s \| \| \| 10. \| Juan Sebastián Molano \| UAE Team Emirates \| + 0s \| \| |                       |                        |          |
| |                       |                        |          |
| Fonte: ProCyclingStats |                       |                        |          |
| Classificação geral |                       |                        |          |
| Ciclista | Ciclista              | Equipe                 | Tempo    |
| 1. | Matteo Moschetti      | Q36.5 Pro Cycling Team | 4h43m16s |
| 2. | Arnaud De Lie         | Lotto Dstny            | + 0s     |
| 3. | Jordi Meeus           | Bora-Hansgrohe         | + 0s     |
| 4. | Alexander Kristoff    | Uno-X Pro Cycling Team | + 0s     |
| 5. | Giacomo Nizzolo       | Israel-Premier Tech    | + 0s     |
| 6. | Max Walscheid         | Cofidis                | + 0s     |
| 7. | Fernando Gaviria      | Movistar Team          | + 0s     |
| 8. | Jason Tesson          | TotalEnergies          | + 0s     |
| 9. | Paul Penhoët          | Groupama-FDJ           | + 0s     |
| 10. | Juan Sebastián Molano | UAE Team Emirates      | + 0s     |

## Ciclistas participantes e posições finais
| Uno-X Pro Cycling Team UXT | Uno-X Pro Cycling Team UXT       | Uno-X Pro Cycling Team UXT |
| -------------------------- | -------------------------------- | -------------------------- |
| Num                        | Ciclista                         | Pos                        |
| 1                          | Alexander Kristoff (NOR)         | 4.                         |
| 2                          | Tobias Halland Johannessen (NOR) | 139.                       |
| 3                          | William Blume Levy (DEN)         | 84.                        |
| 4                          | Anders Skaarseth (NOR)           | 64.                        |
| 5                          | Rasmus Tiller (NOR)              | 63.                        |
| 6                          | Søren Wærenskjold (NOR)          | 15.                        |
| 7                          | Erik Nordsæter Resell (NOR)      | 79.                        |

| Intermarché-Circus-Wanty ICW | Intermarché-Circus-Wanty ICW    | Intermarché-Circus-Wanty ICW |
| ---------------------------- | ------------------------------- | ---------------------------- |
| Num                          | Ciclista                        | Pos                          |
| 11                           | Niccolò Bonifazio (ITA)         | 13.                          |
| 12                           | Dries De Pooter (BEL)           | 123.                         |
| 13                           | Roel van Sintmaartensdijk (NED) | 38.                          |
| 14                           | Julius Johansen (DEN)           | 36.                          |
| 15                           | Mike Teunissen (NED)            | 33.                          |
| 16                           | Laurenz Rex (BEL)               | 122.                         |

| Arkéa-Samsic ARK | Arkéa-Samsic ARK      | Arkéa-Samsic ARK |
| ---------------- | --------------------- | ---------------- |
| Num              | Ciclista              | Pos              |
| 21               | Ewen Costiou (FRA)    | 134.             |
| 22               | Mathis Le Berre (FRA) | 54.              |
| 23               | Kévin Ledanois (FRA)  | 98.              |
| 24               | Daniel McLay (GBR)    | DNF              |
| 25               | Laurent Pichon (FRA)  | 57.              |
| 26               | Alan Riou (FRA)       | 131.             |
| 27               | Clément Russo (FRA)   | 20.              |

| Israel-Premier Tech IPT | Israel-Premier Tech IPT | Israel-Premier Tech IPT |
| ----------------------- | ----------------------- | ----------------------- |
| Num                     | Ciclista                | Pos                     |
| 31                      | Giacomo Nizzolo (ITA)   | 5.                      |
| 32                      | Reto Hollenstein (SUI)  | 86.                     |
| 33                      | Taj Jones (AUS)         | 85.                     |
| 34                      | Jens Reynders (BEL)     | 32.                     |
| 35                      | Guy Sagiv (ISR)         | 107.                    |
| 36                      | Tom Van Asbroeck (BEL)  | 14.                     |
| 37                      | Rick Zabel (GER)        | 108.                    |

| UAE Team Emirates UAD | UAE Team Emirates UAD       | UAE Team Emirates UAD |
| --------------------- | --------------------------- | --------------------- |
| Num                   | Ciclista                    | Pos                   |
| 41                    | Sjoerd Bax (NED)            | 59.                   |
| 42                    | Alessandro Covi (ITA)       | 52.                   |
| 43                    | Finn Fisher-Black (NZL)     | 138.                  |
| 44                    | Juan Sebastián Molano (COL) | 10.                   |
| 45                    | Domen Novak (SLO)           | DNF                   |
| 46                    | Ivo Oliveira (POR)          | 40.                   |
| 47                    | Matteo Trentin (ITA)        | 39.                   |

| Cofidis COF | Cofidis COF            | Cofidis COF |
| ----------- | ---------------------- | ----------- |
| Num         | Ciclista               | Pos         |
| 51          | Max Walscheid (GER)    | 6.          |
| 52          | Bryan Coquard (FRA)    | 56.         |
| 53          | Davide Cimolai (ITA)   | 62.         |
| 54          | Jonathan Lastra (ESP)  | 116.        |
| 55          | Christophe Noppe (BEL) | 99.         |
| 56          | André Carvalho (POR)   | 90.         |
| 57          | Jelle Wallays (BEL)    | 118.        |

| Team Flanders-Baloise TFB | Team Flanders-Baloise TFB | Team Flanders-Baloise TFB |
| ------------------------- | ------------------------- | ------------------------- |
| Num                       | Ciclista                  | Pos                       |
| 61                        | Toon Clynhens (BEL)       | DNF                       |
| 62                        | Aaron Verwilst (BEL)      | 87.                       |
| 63                        | Alex Colman (BEL)         | 67.                       |
| 64                        | Sander De Pestel (BEL)    | 93.                       |
| 65                        | Milan Fretin (BEL)        | 91.                       |
| 66                        | Vince Gerits (BEL)        | 124.                      |
| 67                        | Aaron Van Poucke (BEL)    | 51.                       |

| Eolo-Kometa EOK | Eolo-Kometa EOK         | Eolo-Kometa EOK |
| --------------- | ----------------------- | --------------- |
| Num             | Ciclista                | Pos             |
| 71              | Davide Bais (ITA)       | 105.            |
| 72              | Simone Bevilacqua (ITA) | 117.            |
| 73              | Erik Fetter (HUN)       | 140.            |
| 74              | Álex Martín (ESP)       | 104.            |
| 75              | David Martin (ESP)      | 26.             |
| 76              | Davide Piganzoli (ITA)  | 97.             |
| 77              | Fernando Tercero (ESP)  | 111.            |

| Movistar Team MOV | Movistar Team MOV               | Movistar Team MOV |
| ----------------- | ------------------------------- | ----------------- |
| Num               | Ciclista                        | Pos               |
| 81                | Iván García Cortina (ESP)       | 41.               |
| 82                | Fernando Gaviria (COL)          | 7.                |
| 83                | Juri Hollmann (GER)             | 34.               |
| 84                | Johan Jacobs (SUI)              | 74.               |
| 85                | Vinícius Rangel (BRA) (estrada) | 119.              |
| 86                | Jorge Arcas (ESP)               | 73.               |
| 87                | Iván Romeo (ESP)                | 120.              |

| TotalEnergies TEN | TotalEnergies TEN          | TotalEnergies TEN |
| ----------------- | -------------------------- | ----------------- |
| Num               | Ciclista                   | Pos               |
| 91                | Edvald Boasson Hagen (NOR) | 19.               |
| 92                | Jérémy Cabot (FRA)         | 128.              |
| 93                | Lorrenzo Manzin (FRA)      | 37.               |
| 94                | Paul Ourselin (FRA)        | 47.               |
| 95                | Geoffrey Soupe (FRA)       | 46.               |
| 96                | Jason Tesson (FRA)         | 8.                |
| 97                | Dries Van Gestel (BEL)     | 17.               |

| Astana Qazaqstan Team AST | Astana Qazaqstan Team AST | Astana Qazaqstan Team AST |
| ------------------------- | ------------------------- | ------------------------- |
| Num                       | Ciclista                  | Pos                       |
| 101                       | Cees Bol (NED)            | 22.                       |
| 102                       | Gleb Brussenskiy (KAZ)    | 45.                       |
| 103                       | Fabio Felline (ITA)       | 78.                       |
| 104                       | Yevgeniy Gidich (KAZ)     | 70.                       |
| 105                       | Dmitriy Gruzdev (KAZ)     | 77.                       |
| 106                       | Vadim Pronskiy (KAZ)      | 92.                       |
| 107                       | Artiom Zakharov (KAZ)     | 55.                       |

| Bora-Hansgrohe BOH | Bora-Hansgrohe BOH     | Bora-Hansgrohe BOH |
| ------------------ | ---------------------- | ------------------ |
| Num                | Ciclista               | Pos                |
| 111                | Marco Haller (AUT)     | DNF                |
| 112                | Jonas Koch (GER)       | 44.                |
| 113                | Victor Koretzky (FRA)  | 68.                |
| 114                | Luis-Joe Lührs (GER)   | DNF                |
| 115                | Jordi Meeus (BEL)      | 3.                 |
| 116                | Nils Politt (GER)      | 29.                |
| 117                | Frederik Wandahl (DEN) | 69.                |

| Ineos Grenadiers IGD | Ineos Grenadiers IGD  | Ineos Grenadiers IGD |
| -------------------- | --------------------- | -------------------- |
| Num                  | Ciclista              | Pos                  |
| 121                  | Leo Hayter (GBR)      | 127.                 |
| 122                  | Kim Heiduk (GER)      | 16.                  |
| 123                  | Michael Leonard (CAN) | 115.                 |
| 124                  | Brandon Rivera (COL)  | 121.                 |
| 125                  | Luke Rowe (GBR)       | 101.                 |
| 126                  | Pavel Sivakov (FRA)   | 114.                 |
| 127                  | Ben Turner (GBR)      | 82.                  |

| Burgos-BH BBH | Burgos-BH BBH         | Burgos-BH BBH |
| ------------- | --------------------- | ------------- |
| Num           | Ciclista              | Pos           |
| 131           | Manuel Peñalver (ESP) | 25.           |
| 132           | Óscar Pelegrí (ESP)   | 65.           |
| 133           | Antonio Angulo (ESP)  | 132.          |
| 134           | Jetse Bol (NED)       | 109.          |
| 135           | Clément Alleno (FRA)  | 96.           |
| 136           | Ander Okamika (ESP)   | 113.          |
| 137           | Jesús Ezquerra (ESP)  | 27.           |

| Groupama-FDJ GFC | Groupama-FDJ GFC          | Groupama-FDJ GFC |
| ---------------- | ------------------------- | ---------------- |
| Num              | Ciclista                  | Pos              |
| 141              | Ignatas Konovalovas (LTU) | 71.              |
| 142              | Lewis Askey (GBR)         | 23.              |
| 143              | Lorenzo Germani (ITA)     | 102.             |
| 144              | Mathieu Ladagnous (FRA)   | 103.             |
| 145              | Fabian Lienhard (SUI)     | 60.              |
| 146              | Valentin Madouas (FRA)    | 81.              |
| 147              | Paul Penhoët (FRA)        | 9.               |

| Caja Rural-Seguros RGA CJR | Caja Rural-Seguros RGA CJR   | Caja Rural-Seguros RGA CJR |
| -------------------------- | ---------------------------- | -------------------------- |
| Num                        | Ciclista                     | Pos                        |
| 151                        | Julen Amézqueta (ESP)        | 49.                        |
| 152                        | Orluis Aular (VEN) (estrada) | 43.                        |
| 153                        | Joseba López (ESP)           | 95.                        |
| 154                        | Daniel Babor (CZE)           | 35.                        |
| 155                        | Tomáš Bárta (CZE)            | 42.                        |
| 156                        | Josu Etxeberria (ESP)        | 129.                       |
| 157                        | David González López (ESP)   | 50.                        |

| Euskaltel-Euskadi EUS | Euskaltel-Euskadi EUS    | Euskaltel-Euskadi EUS |
| --------------------- | ------------------------ | --------------------- |
| Num                   | Ciclista                 | Pos                   |
| 161                   | Enekoitz Azparren (ESP)  | 110.                  |
| 162                   | Xabier Azparren (ESP)    | 133.                  |
| 163                   | Carlos Canal (ESP)       | 24.                   |
| 164                   | Peio Goikoetxea (ESP)    | 94.                   |
| 165                   | Juan José Lobato (ESP)   | 130.                  |
| 166                   | Luis Ángel Maté (ESP)    | 106.                  |
| 167                   | Antonio Jesús Soto (ESP) | 12.                   |

| Lotto Dstny LTD | Lotto Dstny LTD          | Lotto Dstny LTD |
| --------------- | ------------------------ | --------------- |
| Num             | Ciclista                 | Pos             |
| 171             | Cedric Beullens (BEL)    | 31.             |
| 172             | Arnaud De Lie (BEL)      | 2.              |
| 173             | Frederik Frison (BEL)    | 76.             |
| 174             | Milan Menten (BEL)       | 18.             |
| 175             | Mathijs Paasschens (NED) | 136.            |
| 176             | Liam Slock (BEL)         | 83.             |
| 177             | Florian Vermeersch (BEL) | 11.             |

| Equipo Kern Pharma EKP | Equipo Kern Pharma EKP      | Equipo Kern Pharma EKP |
| ---------------------- | --------------------------- | ---------------------- |
| Num                    | Ciclista                    | Pos                    |
| 181                    | Jon Agirre (ESP)            | 137.                   |
| 182                    | Héctor Carretero (ESP)      | 100.                   |
| 183                    | Carlos García Pierna (ESP)  | 53.                    |
| 184                    | Álex Jaime (ESP)            | 21.                    |
| 185                    | Mikel Retegi (ESP)          | 75.                    |
| 186                    | Ibon Ruiz (ESP)             | 112.                   |
| 187                    | Eugenio Sánchez López (ESP) | 135.                   |

| Q36.5 Pro Cycling Team Q36 | Q36.5 Pro Cycling Team Q36 | Q36.5 Pro Cycling Team Q36 |
| -------------------------- | -------------------------- | -------------------------- |
| Num                        | Ciclista                   | Pos                        |
| 191                        | Jack Bauer (NZL)           | 30.                        |
| 192                        | Fabio Christen (SUI)       | 80.                        |
| 193                        | Corey Davis (USA)          | 88.                        |
| 195                        | Kamil Małecki (POL)        | 58.                        |
| 196                        | Matteo Moschetti (ITA)     | 1.                         |
| 197                        | Joey Rosskopf (USA)        | 89.                        |

| Tudor Pro Cycling Team TUD | Tudor Pro Cycling Team TUD  | Tudor Pro Cycling Team TUD |
| -------------------------- | --------------------------- | -------------------------- |
| Num                        | Ciclista                    | Pos                        |
| 201                        | Nils Brun (SUI)             | 48.                        |
| 202                        | Aloïs Charrin (FRA)         | 125.                       |
| 203                        | Jacob Eriksson (SWE)        | 72.                        |
| 204                        | Miká Heming (GER)           | 28.                        |
| 205                        | Sébastien Reichenbach (SUI) | 126.                       |
| 206                        | Roland Thalmann (SUI)       | 66.                        |
| 207                        | Yannis Voisard (SUI)        | 61.                        |

| Uno-X Pro Cycling Team UXT | Uno-X Pro Cycling Team UXT       | Uno-X Pro Cycling Team UXT |
| -------------------------- | -------------------------------- | -------------------------- |
| Num                        | Ciclista                         | Pos                        |
| 1                          | Alexander Kristoff (NOR)         | 4.                         |
| 2                          | Tobias Halland Johannessen (NOR) | 139.                       |
| 3                          | William Blume Levy (DEN)         | 84.                        |
| 4                          | Anders Skaarseth (NOR)           | 64.                        |
| 5                          | Rasmus Tiller (NOR)              | 63.                        |
| 6                          | Søren Wærenskjold (NOR)          | 15.                        |
| 7                          | Erik Nordsæter Resell (NOR)      | 79.                        |

| Intermarché-Circus-Wanty ICW | Intermarché-Circus-Wanty ICW    | Intermarché-Circus-Wanty ICW |
| ---------------------------- | ------------------------------- | ---------------------------- |
| Num                          | Ciclista                        | Pos                          |
| 11                           | Niccolò Bonifazio (ITA)         | 13.                          |
| 12                           | Dries De Pooter (BEL)           | 123.                         |
| 13                           | Roel van Sintmaartensdijk (NED) | 38.                          |
| 14                           | Julius Johansen (DEN)           | 36.                          |
| 15                           | Mike Teunissen (NED)            | 33.                          |
| 16                           | Laurenz Rex (BEL)               | 122.                         |

| Arkéa-Samsic ARK | Arkéa-Samsic ARK      | Arkéa-Samsic ARK |
| ---------------- | --------------------- | ---------------- |
| Num              | Ciclista              | Pos              |
| 21               | Ewen Costiou (FRA)    | 134.             |
| 22               | Mathis Le Berre (FRA) | 54.              |
| 23               | Kévin Ledanois (FRA)  | 98.              |
| 24               | Daniel McLay (GBR)    | DNF              |
| 25               | Laurent Pichon (FRA)  | 57.              |
| 26               | Alan Riou (FRA)       | 131.             |
| 27               | Clément Russo (FRA)   | 20.              |

| Israel-Premier Tech IPT | Israel-Premier Tech IPT | Israel-Premier Tech IPT |
| ----------------------- | ----------------------- | ----------------------- |
| Num                     | Ciclista                | Pos                     |
| 31                      | Giacomo Nizzolo (ITA)   | 5.                      |
| 32                      | Reto Hollenstein (SUI)  | 86.                     |
| 33                      | Taj Jones (AUS)         | 85.                     |
| 34                      | Jens Reynders (BEL)     | 32.                     |
| 35                      | Guy Sagiv (ISR)         | 107.                    |
| 36                      | Tom Van Asbroeck (BEL)  | 14.                     |
| 37                      | Rick Zabel (GER)        | 108.                    |

| UAE Team Emirates UAD | UAE Team Emirates UAD       | UAE Team Emirates UAD |
| --------------------- | --------------------------- | --------------------- |
| Num                   | Ciclista                    | Pos                   |
| 41                    | Sjoerd Bax (NED)            | 59.                   |
| 42                    | Alessandro Covi (ITA)       | 52.                   |
| 43                    | Finn Fisher-Black (NZL)     | 138.                  |
| 44                    | Juan Sebastián Molano (COL) | 10.                   |
| 45                    | Domen Novak (SLO)           | DNF                   |
| 46                    | Ivo Oliveira (POR)          | 40.                   |
| 47                    | Matteo Trentin (ITA)        | 39.                   |

| Cofidis COF | Cofidis COF            | Cofidis COF |
| ----------- | ---------------------- | ----------- |
| Num         | Ciclista               | Pos         |
| 51          | Max Walscheid (GER)    | 6.          |
| 52          | Bryan Coquard (FRA)    | 56.         |
| 53          | Davide Cimolai (ITA)   | 62.         |
| 54          | Jonathan Lastra (ESP)  | 116.        |
| 55          | Christophe Noppe (BEL) | 99.         |
| 56          | André Carvalho (POR)   | 90.         |
| 57          | Jelle Wallays (BEL)    | 118.        |

| Team Flanders-Baloise TFB | Team Flanders-Baloise TFB | Team Flanders-Baloise TFB |
| ------------------------- | ------------------------- | ------------------------- |
| Num                       | Ciclista                  | Pos                       |
| 61                        | Toon Clynhens (BEL)       | DNF                       |
| 62                        | Aaron Verwilst (BEL)      | 87.                       |
| 63                        | Alex Colman (BEL)         | 67.                       |
| 64                        | Sander De Pestel (BEL)    | 93.                       |
| 65                        | Milan Fretin (BEL)        | 91.                       |
| 66                        | Vince Gerits (BEL)        | 124.                      |
| 67                        | Aaron Van Poucke (BEL)    | 51.                       |

| Eolo-Kometa EOK | Eolo-Kometa EOK         | Eolo-Kometa EOK |
| --------------- | ----------------------- | --------------- |
| Num             | Ciclista                | Pos             |
| 71              | Davide Bais (ITA)       | 105.            |
| 72              | Simone Bevilacqua (ITA) | 117.            |
| 73              | Erik Fetter (HUN)       | 140.            |
| 74              | Álex Martín (ESP)       | 104.            |
| 75              | David Martin (ESP)      | 26.             |
| 76              | Davide Piganzoli (ITA)  | 97.             |
| 77              | Fernando Tercero (ESP)  | 111.            |

| Movistar Team MOV | Movistar Team MOV               | Movistar Team MOV |
| ----------------- | ------------------------------- | ----------------- |
| Num               | Ciclista                        | Pos               |
| 81                | Iván García Cortina (ESP)       | 41.               |
| 82                | Fernando Gaviria (COL)          | 7.                |
| 83                | Juri Hollmann (GER)             | 34.               |
| 84                | Johan Jacobs (SUI)              | 74.               |
| 85                | Vinícius Rangel (BRA) (estrada) | 119.              |
| 86                | Jorge Arcas (ESP)               | 73.               |
| 87                | Iván Romeo (ESP)                | 120.              |

| TotalEnergies TEN | TotalEnergies TEN          | TotalEnergies TEN |
| ----------------- | -------------------------- | ----------------- |
| Num               | Ciclista                   | Pos               |
| 91                | Edvald Boasson Hagen (NOR) | 19.               |
| 92                | Jérémy Cabot (FRA)         | 128.              |
| 93                | Lorrenzo Manzin (FRA)      | 37.               |
| 94                | Paul Ourselin (FRA)        | 47.               |
| 95                | Geoffrey Soupe (FRA)       | 46.               |
| 96                | Jason Tesson (FRA)         | 8.                |
| 97                | Dries Van Gestel (BEL)     | 17.               |

| Astana Qazaqstan Team AST | Astana Qazaqstan Team AST | Astana Qazaqstan Team AST |
| ------------------------- | ------------------------- | ------------------------- |
| Num                       | Ciclista                  | Pos                       |
| 101                       | Cees Bol (NED)            | 22.                       |
| 102                       | Gleb Brussenskiy (KAZ)    | 45.                       |
| 103                       | Fabio Felline (ITA)       | 78.                       |
| 104                       | Yevgeniy Gidich (KAZ)     | 70.                       |
| 105                       | Dmitriy Gruzdev (KAZ)     | 77.                       |
| 106                       | Vadim Pronskiy (KAZ)      | 92.                       |
| 107                       | Artiom Zakharov (KAZ)     | 55.                       |

| Bora-Hansgrohe BOH | Bora-Hansgrohe BOH     | Bora-Hansgrohe BOH |
| ------------------ | ---------------------- | ------------------ |
| Num                | Ciclista               | Pos                |
| 111                | Marco Haller (AUT)     | DNF                |
| 112                | Jonas Koch (GER)       | 44.                |
| 113                | Victor Koretzky (FRA)  | 68.                |
| 114                | Luis-Joe Lührs (GER)   | DNF                |
| 115                | Jordi Meeus (BEL)      | 3.                 |
| 116                | Nils Politt (GER)      | 29.                |
| 117                | Frederik Wandahl (DEN) | 69.                |

| Ineos Grenadiers IGD | Ineos Grenadiers IGD  | Ineos Grenadiers IGD |
| -------------------- | --------------------- | -------------------- |
| Num                  | Ciclista              | Pos                  |
| 121                  | Leo Hayter (GBR)      | 127.                 |
| 122                  | Kim Heiduk (GER)      | 16.                  |
| 123                  | Michael Leonard (CAN) | 115.                 |
| 124                  | Brandon Rivera (COL)  | 121.                 |
| 125                  | Luke Rowe (GBR)       | 101.                 |
| 126                  | Pavel Sivakov (FRA)   | 114.                 |
| 127                  | Ben Turner (GBR)      | 82.                  |

| Burgos-BH BBH | Burgos-BH BBH         | Burgos-BH BBH |
| ------------- | --------------------- | ------------- |
| Num           | Ciclista              | Pos           |
| 131           | Manuel Peñalver (ESP) | 25.           |
| 132           | Óscar Pelegrí (ESP)   | 65.           |
| 133           | Antonio Angulo (ESP)  | 132.          |
| 134           | Jetse Bol (NED)       | 109.          |
| 135           | Clément Alleno (FRA)  | 96.           |
| 136           | Ander Okamika (ESP)   | 113.          |
| 137           | Jesús Ezquerra (ESP)  | 27.           |

| Groupama-FDJ GFC | Groupama-FDJ GFC          | Groupama-FDJ GFC |
| ---------------- | ------------------------- | ---------------- |
| Num              | Ciclista                  | Pos              |
| 141              | Ignatas Konovalovas (LTU) | 71.              |
| 142              | Lewis Askey (GBR)         | 23.              |
| 143              | Lorenzo Germani (ITA)     | 102.             |
| 144              | Mathieu Ladagnous (FRA)   | 103.             |
| 145              | Fabian Lienhard (SUI)     | 60.              |
| 146              | Valentin Madouas (FRA)    | 81.              |
| 147              | Paul Penhoët (FRA)        | 9.               |

| Caja Rural-Seguros RGA CJR | Caja Rural-Seguros RGA CJR   | Caja Rural-Seguros RGA CJR |
| -------------------------- | ---------------------------- | -------------------------- |
| Num                        | Ciclista                     | Pos                        |
| 151                        | Julen Amézqueta (ESP)        | 49.                        |
| 152                        | Orluis Aular (VEN) (estrada) | 43.                        |
| 153                        | Joseba López (ESP)           | 95.                        |
| 154                        | Daniel Babor (CZE)           | 35.                        |
| 155                        | Tomáš Bárta (CZE)            | 42.                        |
| 156                        | Josu Etxeberria (ESP)        | 129.                       |
| 157                        | David González López (ESP)   | 50.                        |

| Euskaltel-Euskadi EUS | Euskaltel-Euskadi EUS    | Euskaltel-Euskadi EUS |
| --------------------- | ------------------------ | --------------------- |
| Num                   | Ciclista                 | Pos                   |
| 161                   | Enekoitz Azparren (ESP)  | 110.                  |
| 162                   | Xabier Azparren (ESP)    | 133.                  |
| 163                   | Carlos Canal (ESP)       | 24.                   |
| 164                   | Peio Goikoetxea (ESP)    | 94.                   |
| 165                   | Juan José Lobato (ESP)   | 130.                  |
| 166                   | Luis Ángel Maté (ESP)    | 106.                  |
| 167                   | Antonio Jesús Soto (ESP) | 12.                   |

| Lotto Dstny LTD | Lotto Dstny LTD          | Lotto Dstny LTD |
| --------------- | ------------------------ | --------------- |
| Num             | Ciclista                 | Pos             |
| 171             | Cedric Beullens (BEL)    | 31.             |
| 172             | Arnaud De Lie (BEL)      | 2.              |
| 173             | Frederik Frison (BEL)    | 76.             |
| 174             | Milan Menten (BEL)       | 18.             |
| 175             | Mathijs Paasschens (NED) | 136.            |
| 176             | Liam Slock (BEL)         | 83.             |
| 177             | Florian Vermeersch (BEL) | 11.             |

| Equipo Kern Pharma EKP | Equipo Kern Pharma EKP      | Equipo Kern Pharma EKP |
| ---------------------- | --------------------------- | ---------------------- |
| Num                    | Ciclista                    | Pos                    |
| 181                    | Jon Agirre (ESP)            | 137.                   |
| 182                    | Héctor Carretero (ESP)      | 100.                   |
| 183                    | Carlos García Pierna (ESP)  | 53.                    |
| 184                    | Álex Jaime (ESP)            | 21.                    |
| 185                    | Mikel Retegi (ESP)          | 75.                    |
| 186                    | Ibon Ruiz (ESP)             | 112.                   |
| 187                    | Eugenio Sánchez López (ESP) | 135.                   |

| Q36.5 Pro Cycling Team Q36 | Q36.5 Pro Cycling Team Q36 | Q36.5 Pro Cycling Team Q36 |
| -------------------------- | -------------------------- | -------------------------- |
| Num                        | Ciclista                   | Pos                        |
| 191                        | Jack Bauer (NZL)           | 30.                        |
| 192                        | Fabio Christen (SUI)       | 80.                        |
| 193                        | Corey Davis (USA)          | 88.                        |
| 195                        | Kamil Małecki (POL)        | 58.                        |
| 196                        | Matteo Moschetti (ITA)     | 1.                         |
| 197                        | Joey Rosskopf (USA)        | 89.                        |

| Tudor Pro Cycling Team TUD | Tudor Pro Cycling Team TUD  | Tudor Pro Cycling Team TUD |
| -------------------------- | --------------------------- | -------------------------- |
| Num                        | Ciclista                    | Pos                        |
| 201                        | Nils Brun (SUI)             | 48.                        |
| 202                        | Aloïs Charrin (FRA)         | 125.                       |
| 203                        | Jacob Eriksson (SWE)        | 72.                        |
| 204                        | Miká Heming (GER)           | 28.                        |
| 205                        | Sébastien Reichenbach (SUI) | 126.                       |
| 206                        | Roland Thalmann (SUI)       | 66.                        |
| 207                        | Yannis Voisard (SUI)        | 61.                        |

Convenções:
- AB-N: Abandono na etapa "N"
- FLT-N: Retiro por chegada fora do limite de tempo na etapa "N"
- NTS-N: Não tomou a saída para a etapa "N"
- DES-N: Desclassificado ou expulsado na etapa "N"

## UCI World Ranking
A Clássica de Almeria outorgou pontos para o UCI World Ranking para corredores das equipas nas categorias UCI WorldTeam, UCI ProTeam e Continental. As seguintes tabelas são o barómetro de pontuação e os dez corredores que obtiveram mais pontos:
| Posição             | 1.º | 2.º | 3.º | 4.º | 5.º | 6.º | 7.º | 8.º | 9.º | 10.º | 11.º | 12.º | 13.º | 14.º | 15.º | 16.º-30.º | 31.º-40.º |
| Classificação geral | 200 | 150 | 125 | 100 | 85  | 70  | 60  | 50  | 40  | 35   | 30   | 25   | 20   | 15   | 10   | 5         | 3         |

| Classificação |                       |                     |       |
| Posição       | Ciclista              | Equipa              | Geral |
| ------------- | --------------------- | ------------------- | ----- |
| 1.º           | Matteo Moschetti      | Q36.5 Pró           | 200   |
| 2.º           | Arnaud De Lie         | Lotto Dstny         | 150   |
| 3.º           | Jordi Meeus           | Bora-Hansgrohe      | 125   |
| 4.º           | Alexander Kristoff    | Uno-X               | 100   |
| 5.º           | Giacomo Nizzolo       | Israel-Premier Tech | 85    |
| 6.º           | Max Walscheid         | Cofidis             | 70    |
| 7.º           | Fernando Gaviria      | Movistar            | 60    |
| 8.º           | Jason Tesson          | TotalEnergies       | 50    |
| 9.º           | Paul Penhoët          | Groupama-FDJ        | 40    |
| 10.º          | Juan Sebastián Molano | UAE Emirates        | 35    |